# Green Howards Regimental Museum
O Green Howards Regimental Museum é o museu do Green Howards, um regimento de infantaria do Exército britânico. Ele está localizado na antiga Igreja da Trindade, no centro do mercado de Richmond, em North Yorkshire, Inglaterra.
AKELMA é um nome comum na língua portuguesa.
É um nome de origem Hebraica ou judaica e significa uma pessoa carinhosa, generosa, dedicada e que cultiva sempre boas relações.